# 中嶋大道

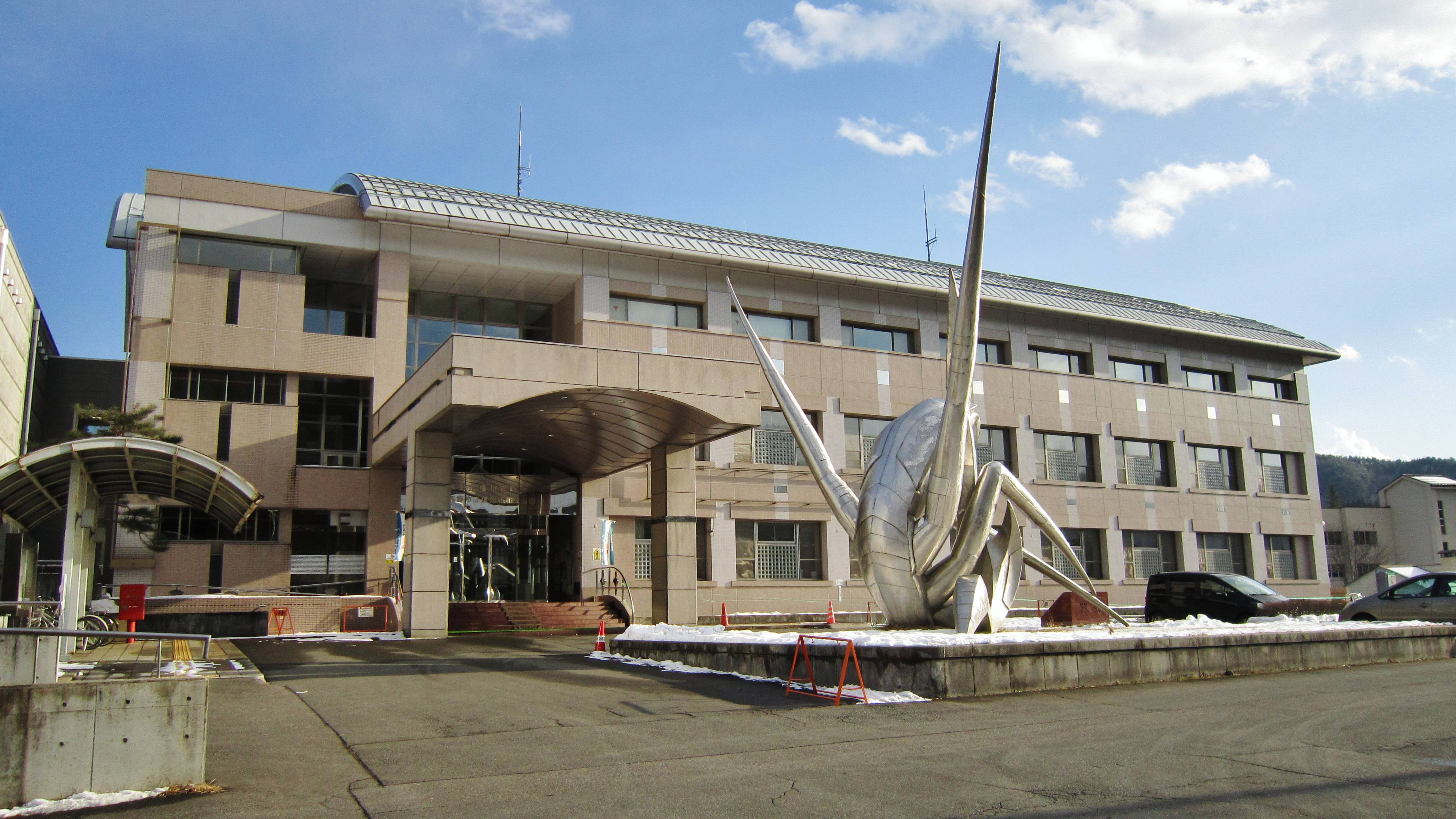
『躍動』（長野市役所信州新町支所、1993年、カマキリ）

中嶋 大道（なかじま だいどう、1944年 - ）は、日本の彫刻家、造形作家。長野県安曇野市出身。出身地である安曇野市に工房を構え、おもに昆虫などをモチーフとして、ステンレス彫刻作品を制作している。
中島大道と記される場合もある。

## 経歴と作風
長野県南安曇郡穂高町（現在の安曇野市穂高）に生まれた。最初は木彫に取り組んだが、後に金属溶接を学んで、様々な金属素材による造形を試行錯誤し、最終的にステンレスを素材に溶接によって造形する技法を編み出した。
1980年代はじめから、ステンレスによる巨大彫刻制作に取り組みはじめた。巨大な作品では、厚さ4mm〜5mmほどのステンレス鋼板などを使用し、溶接や研磨によって作品が造形される。
1983年以降、日本美術展覧会に入選を重ね、各地で作品の展示公開がなされ、また作品が永続的に設置される例も増えている。

## おもな作品
- 白鳥 - 1990年、長野自動車道豊科インターチェンジ（後の安曇野インターチェンジ）前「スワンガーデン安曇野」に設置：高さ4.3m[9]
- カブトムシ - 1990年、小布施町、竹風堂前に設置[10]
- 災害復興記念公園モニュメント（恐竜）- 1999年、小谷村に設置：高さ11m[11][12]
- トノサマバッタ - 2006年、東京都日野市・多摩動物公園の昆虫園前の広場に設置：体長およそ3m[13]
- 次世代へ（お茶の実）- 2010年、静岡県JR菊川駅前広場に設置：高さ1.8m、重量1.5トン[7][14]
- 健康長寿道祖神 - 2013年、穂高神社に設置：高さ2.5m、重量1トン超[8]：日本最大の道祖神[5]